# Dronning i nord
Dronning i nord er en dansk dokumentarfilm fra 1990, der er instrueret af Ali Alwan efter eget manuskript.

## Handling
Eventyrfilm om en sultan, der kommer til Danmark for at finde ud af, hvad danskerne mener om deres dronning.